# Sông Sa Thầy
Sông Sa Thầy, tên khác: Ia H'Drai, là một phụ lưu bờ phải của sông Sê San. Sông Sa Thầy chảy qua các huyện Ngọc Hồi, Sa Thầy và Ia H'Drai thuộc tỉnh Kon Tum, Việt Nam..

## Dòng chảy
Sông bắt nguồn từ núi Ngọc Rinh Rua, xã Đăk Kan, huyện Ngọc Hồi. Chảy về hướng Nam qua các huyện Ngọc Hồi, Sa Thầy và Ia H'Drai rồi đổ vào sông Sê San tại khu vực biên giới Việt Nam-Campuchia.

## Chỉ dẫn
1. ↑  Trong tiếng một số dân tộc ở Tây Nguyên thì ia và ea có nghĩa là nước, sông, suối.